# Вилађо Санторо (Салерно)
Вилађо Санторо је насеље у Италији у округу Салерно, региону Кампанија.
Према процени из 2011. у насељу је живело 29 становника. Насеље се налази на надморској висини од 112 м.